# Дреновица (защитена местност)
Вижте пояснителната страница за други значения на Дреновица.
Дреновица е защитена местност в България. Разположена е в землището на село Сухаче, област Плевен.
Разположена е на площ 20,0 ha. Обявена е на 5 февруари 1966 г. с цел опазване на характерен ландшафт.
В защитената местност се забраняват:
- провеждането на сечи, освен санитарни и ландшафтни, с оглед подобряване на санитарното и украсно значение на горите около обекта;
- пашата на добитък през всяко време на годината;
- разкриване на кариери, вадене на пясък, къртене на камъни, изхвърляне на сгурия и други промишлени отпадъци, както и всякакви действия, които загрозяват или нарушават природната обстановка около тях.[1]